# Waka de Basse-Terre
Waka est un groupe de musique, un mouvement culturel, carnavalesque et artistique de la Guadeloupe et une association loi de 1901 créée en 1983.

## Histoire
Waka (gcf) (signifie "Applaudissements") a été créé par un groupe d'amis de Basse-Terre en mai 1983 sur un rythme du menndé. En 1989, le groupe intègre les différents concours de carnaval. En 1997, le groupe change de rythme et la biguine devient l'identité de Waka. En 2007, à la suite de divergences, Alex Boyau (et quelques membres) quitte le groupe et est remplacé par Charles Vairac à la présidence.
En 2013, pour fêter leur 30e anniversaire, leur slogan au carnaval était Waka meilleur que Waka.
Waka est aussi un atelier de gwoka dont la formation des participants.

## La Scène
Leur première tournée en Europe a lieu en 2007 au Festival international de Mazamet où ils étaient à l'honneur.